# Drużynowe mistrzostwa Włoch na żużlu
Drużynowe Mistrzostwa Włoch w sporcie żużlowym - seria turniejów mająca wyłonić najlepszą drużynę klubową we Włoszech rozgrywana pod nazwą Campionato Italiano A Squadre.

## Triumfatorzy
Lista klubów, które stawały na podium:
| Sezon | 1. miejsce                         | 2. miejsce            | 3. miejsce                  |
| ----- | ---------------------------------- | --------------------- | --------------------------- |
| 2001  | MC Abato/KLM Badia Calavena        | Olimpia Terenzano     | First Team Lonigo           |
| 2002  | KLM Badia Calavena                 | Olimpia Terenzano     | MC Lonigo                   |
| 2003  | Giavera del Montello               | MC Lonigo             | Olimpia Terenzano           |
| 2004  | MC Lonigo                          | Olimpia Terenzano     | MC Abato/KLM Badia Calavena |
| 2005  | MC First Team Giavera del Montello | MC Lonigo             | MC Olimpia Terenzano        |
| 2006  | MC Lonigo                          | MC Olimpia Terenzano  | MC Abato/KLM Badia Calavena |
| 2007  | MC Olimpia Terenzano               | MC La Favorita Sarego | MC Lonigo                   |
| 2008  | MC Lonigo                          | MC La Favorita Sarego | MC Olimpia Terenzano        |